# Lettland i Junior Eurovision Song Contest
Lettland debuterade i Junior Eurovision Song Contest 2003 och har till och med 2011 deltagit 5 gånger.

## Deltagare
| År                               | Artist                              | Sång                       | Översättning                    | Placering | Poäng |
| 2003                             | Dzintars Čīča                       | Tu esi vasarā              | Du är i sommaren                | 9         | 37    |
| 2004                             | Mārtiņš Tālbergs & C-Stones Juniors | Balts vai melns            | Vit eller svart                 | 18        | 3     |
| 2005                             | Kids4Rock                           | Es esmu maza jauka meitene | Jag är en underbar liten flicka | 11        | 50    |
| Deltog inte mellan 2006 och 2009 |                                     |                            |                                 |           |       |
| 2010                             | Šarlote Lēnmane                     | Viva la Dance              | Leve dansen                     | 10        | 51    |
| 2011                             | Amanda Bašmakova                    | Mēness suns                | Månhund                         | 13        | 31    |
| Deltar inte sedan 2012           |                                     |                            |                                 |           |       |